# 石塘镇 (横州市)
石塘镇，是中华人民共和国广西壮族自治区南宁市横州市下辖的一个乡镇级行政单位。

## 行政区划
石塘镇下辖以下地区：
石塘社区、灵竹社区、大料村、禾仓村、逢村、禾塘村、木道村、瑶埠村、芦村、沙江村、下垌村、五福村、陆村、潘六村、三联村、双河村、古逢村和石塘林场生活区。